# Liste der Biografien/Jy
Liste der Biografien |
Portal Biografien |
Personensuche
# |
A |
B |
C |
D |
E |
F |
G |
H |
I |
J |
K |
L |
M |
N |
O |
P |
Q |
R |
S |
T |
U |
V |
W |
X |
Y |
Z |
?
 
Ja |
Jb |
Jd |
Je |
Jh |
Ji |
Jj |
Jl |
Jn |
Jm |
Jo |
Jp |
Jr |
Js |
Jt |
Ju |
Jv |
Jw |
Jy
Die Liste der Biografien führt alle Personen auf, die in der deutschsprachigen Wikipedia einen Artikel haben. Dieses ist eine Teilliste mit 10 Einträgen von Personen, deren Namen mit den Buchstaben „Jy“ beginnt.

## Jy

### Jya
- Jyanome, japanische Comiczeichnerin

### Jye
- Jyesthadeva, indischer Mathematiker und Astronom

### Jyl
- Jylhä, Martti (* 1987), finnischer Skilangläufer

### Jym
- Jympson, John (1930–2003), britischer Filmeditor

### Jyo
- Jyoji, Taikan (* 1941), französischer Zen-Meister
- Jyothi, H. M. (* 1983), indische Leichtathletin

### Jyr
- Jyrjo, Ruth (* 1969), estnische Lyrikerin
- Jyrki 69 (* 1968), finnischer SängerJyrki 69 (* 1968)

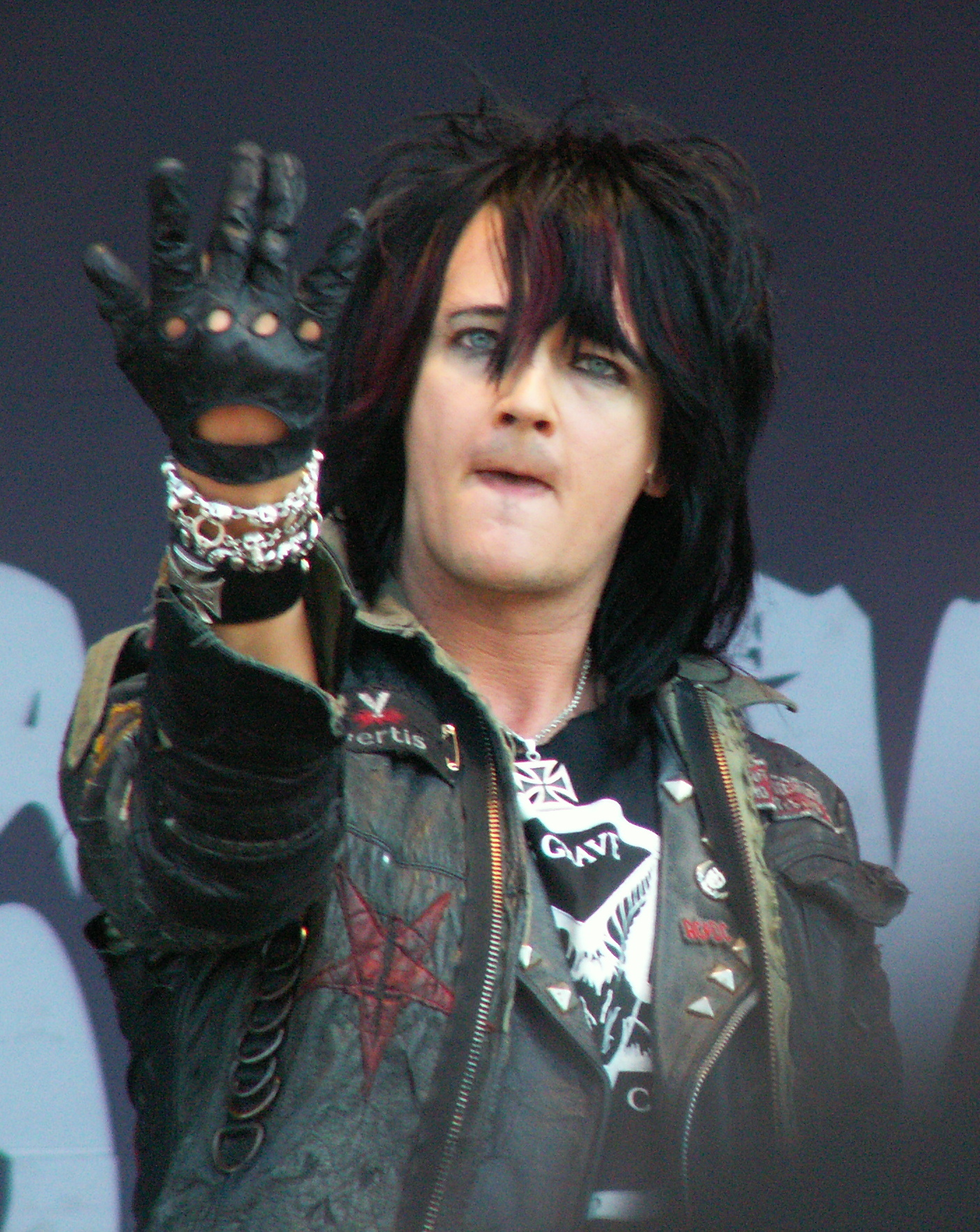
Jyrki 69 (* 1968)

- Jyrkiäinen, Niina (* 1975), finnische Biathletin

### Jyw
- Jywan Kyrla (1909–1943), russischer Lyriker und Schauspieler